# Häuser (Magazin)
Häuser (Eigenschreibweise HÄUSER) ist ein Magazin aus dem Verlag Gruner + Jahr in Hamburg. Es erscheint sechs Mal im Jahr. Die Erstausgabe wurde 1979 publiziert, zunächst als Sonderheft von Schöner Wohnen. Kurz darauf entstand Häuser als selbstständige Publikation mit eigener Redaktion. Die Erscheinungsweise wurde von anfangs halbjährlich auf dreimonatlich und heute zweimonatlich erhöht. Mit dem Häuser-Award zeichnet das Magazin einmal im Jahr innovative Einfamilienhausarchitektur aus. Zielgruppe der Zeitschrift sind Bauherren, Architekten und Design-Interessierte. Die verkaufte Auflage beträgt 38.954 Exemplare, ein Minus von 18,6 Prozent seit 1998.

## Inhalt
Häuser zeigt aktuelle internationale Architektur und Design. Im Fokus stehen vor allem Einfamilienhäuser, sowohl Neu- als auch Umbauten. Hinzu kommen vereinzelt hausähnliche Wohnmodelle im Geschosswohnungsbau. Zentral bei der Darstellung der ausgewählten Objekte sind Grundrisse und Informationen über Materialien und Bauweisen. Jede Ausgabe widmet sich einem Schwerpunkt, wie zum Beispiel „Umbau“, „Kleine Häuser“, „In der Tradition der Moderne“ oder „Villen“. Zudem wird in der Serie „Klassiker“ jeweils ein ikonisches Wohnhaus näher beleuchtet. Detaillierter werden die Leser in der Rubrik „Forum“ über Trends und neue Produkte aus verschiedenen Bereichen informiert. Dabei wird beispielsweise Fachwissen über Materialien wie Beton, Fenster, Bodenbeläge, Ziegel, Schiefer, Linoleum und anderes vermittelt. Digitale Angebote von HÄUSER finden sich auf der Plattform von schoener-wohnen.de. Hier werden in der Rubrik „Architektur“ ausgewählte Architektenhäuser gezeigt. Die veröffentlichten Objekte sind dort verlinkt, auch die Grundriss-Downloads.

## Redaktion
Gründungs-Chefredakteur war Josef Kremerskothen, später abgelöst von Angelika Jahr. Lange Jahre prägte Horst Rasch das Magazin als Stellvertretender Chefredakteur. 1999 übernahm Wolfgang Nagel die Chefredaktion. 2012 löste ihn Stephan Schäfer ab. 2013 übernahm Anne Zuber die Leitung.

## Häuser-Award
Seit 2004 vergibt das Magazin mit dem Häuser-Award auch jährlich einen renommierten Architekturpreis für Einfamilienhäuser. Die Auswahl trifft eine Fachjury unter Beteiligung der Partner des Häuser-Award, zu denen der Bund deutscher Architekten (BDA) und der Verband Privater Bauherren (VPB) zählen. Der Häuser-Award wird im Rahmen der JUNG-Architekturgespräche vergeben. Die besten Häuser des Awards erscheinen in der Zeitschrift und in einem Begleitbuch.  Neben den Preisrängen 1./2./3. und dem Interiorpreis werden bis zu 15 Auszeichnungen verliehen. Zusätzlich bestimmen Leser des Magazins online ihren Favoriten im Rahmen des Leserpreises.